# Indian Hills (Nevada)
Indian Hills es un lugar designado por el censo ubicado en el condado de Douglas en el estado estadounidense de Nevada. En el año 2000 tenía una población de 4.407 habitantes y una densidad poblacional de 173,5 personas por km².

## Geografía
Indian Hills se encuentra ubicado en las coordenadas 39°5′29″N 119°46′38″O / 39.09139, -119.77722.

## Demografía
Según la Oficina del Censo en 2000 los ingresos medios por hogar en la localidad eran de $56.109, y los ingresos medios por familia eran $58.162. Los hombres tenían unos ingresos medios de $42.159 frente a los $28.885 para las mujeres. La renta per cápita para la localidad era de $23.027. Alrededor del 5,1 % de la población estaba por debajo del umbral de pobreza.